# دوبنیتسه
دوبنیتسه (به چکی: Dubnice) یک منطقهٔ مسکونی در جمهوری چک است که در ناحیه تشسکا لیپا واقع شده‌است.